# محمد علي عايض
محمد علي عايض (مواليد 13 أكتوبر 1990، لاعب كرة قدم إماراتي يجيد اللعب في الدفاع.
لعب سابقاً مع نادي العين و انتقل إلى الشباب عام 2014 و إنتقل إلى نادي الجزيرة عام 2017 و انتقل إلى نادي النصر في عام 2018 .

## إحصائيات السيرة
| إحصائيات السيرة | إحصائيات السيرة | إحصائيات السيرة | إحصائيات السيرة | إحصائيات السيرة |
| --------------- | --------------- | --------------- | --------------- | --------------- |
|                 | المباريات       | الأهداف         | الأوراق الصفراء | الأوراق الحمراء |
| 2016 - 2017     | 24              | 0               | 6               | 1               |
| 2015 - 2016     | 26              | 2               | 6               | 0               |
| 2014 - 2015     | 29              | 2               | 6               | 3               |
| 2013 - 2014     | 18              | 0               | 8               | 1               |
| 2012 - 2013     | 25              | 2               | 9               | 1               |
| 2011 - 2012     | 23              | 1               | 9               | 0               |
| 2010 - 2011     | 21              | 1               | 5               | 0               |
| 2009 - 2010     | 1               | 0               | 0               | 0               |
| 2008 - 2009     | 0               | 0               | 0               | 0               |
| الإجمالي        | 167             | 8               | 49              | 6               |

## روابط خارجية
- محمد علي عايض على موقع الاتحاد الدولي (مؤرشف)  (الإنجليزية)
- محمد علي عايض على موقع قاعدة بيانات كرة القدم.إي يو (الإنجليزية)
- محمد علي عايض على موقع Soccerway.com (الإنجليزية)